# BMW X6
La BMW X6 è un'autovettura di tipo SUV prodotta dalla casa automobilistica tedesca BMW a partire dalla fine del 2007.

## Contesto e storia
Con la sua carrozzeria che univa un padiglione discendente simile a quello di una coupé con il resto del corpo vettura simile a quello di un SUV, la X6 rappresentò al suo debutto una tipologia di vettura quasi del tutto inedita nel panorama automobilistico mondiale di fine 2007. Alla BMW X6 può essere attribuito il merito di aver portato tale concetto in un segmento di mercato ben più alto.
La produzione della X6 si è articolata sinora in tre generazioni:
- BMW X6 E71 (2007-14);
- BMW X6 F16 (2014-19);
- BMW X6 G06 (dal 2019).

La prima generazione della X6 recava la sigla di progetto E71 e condivideva il pianale di origine con quello della seconda generazione della X5, a sua volta frutto dell'evoluzione del pianale della quinta generazione della Serie 5. Questa prima edizione ha portato per la prima volta in un SUV di grossa taglia la tecnologia ibrida, dando luogo al modello X6 ActiveHybrid.
Analogamente a quanto avvenuto con la prima generazione della X6, anche la seconda generazione, presentata al Salone di Parigi nell'ottobre 2014 e lanciata sul mercato alla fine dello stesso anno, condivide la base meccanica con le contemporanee edizioni della X5 e della Serie 5. Questa nuova generazione porta la sigla di progetto F16.
La terza generazione della X6 sfrutta il pianale CLAR, condiviso con la contemporanea X5 e con tutte le BMW di segmento D e superiori lanciate a partire dal 2015. L'impostazione stilistica del carrozzeria rimane invariata, fatte salve le soluzioni relative al nuovo corso stilistico BMW.

## Galleria d'immagini
| BMW E71   | BMW F16   | BMW G06  |
| --------- | --------- | -------- |
|           |           |          |
| 2007-2014 | 2014-2019 | dal 2019 |